# Przemysław Niemiec

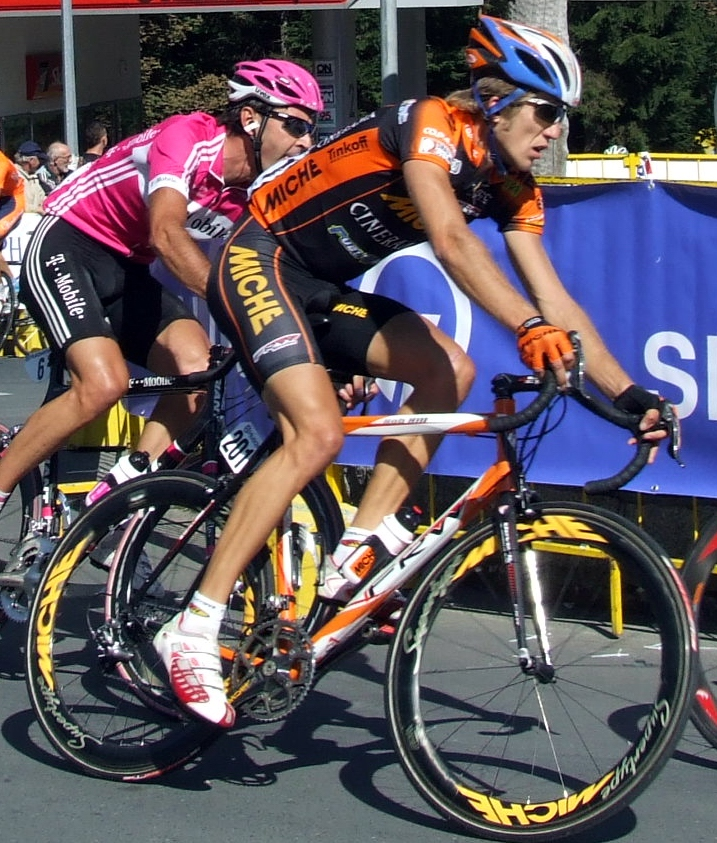
Przemysław Niemiec w barwach Miche

Przemysław Niemiec (ur. 11 kwietnia 1980 w Oświęcimiu) – polski kolarz szosowy, pierwszy polski zwycięzca etapu Vuelta a España.
Za zasługi dla polskiego kolarstwa, za znaczące osiągnięcia sportowe 20 października 2014 został odznaczony przez prezydenta Bronisława Komorowskiego Brązowym Krzyżem Zasługi.

## Kariera
W 2008 roku wziął udział w Igrzyskach Olimpijskich w Pekinie, podczas których zajął 16. pozycję (pierwsze wśród Polaków) w wyścigu ze startu wspólnego. Po późniejszej dyskwalifikacji Davide Rebellina przesunięto go na miejsce 15.
Od 2011 ściga się w dywizji UCI ProTour. W barwach Lampre-ISD wystartował dwukrotnie w wyścigu Giro d’Italia, a także raz w Vuelta a España. W ich trakcie pełnił funkcję najważniejszego górskiego pomocnika lidera ekipy – Michele Scarponiego.
W sezonie 2014 został jednym z liderów zespołu Lampre-Merida, w barwach którego walczyć miał na trasie Giro. Niemiec do startu przygotował się dobrze, po drodze stając na podium Giro del Trentino. Nadzieje na dobry wynik w Italii prysły po kraksach i deszczowych etapach, jakimi przywitały kolarzy Włochy.
Porażka na Giro skłoniła Niemca do zmiany priorytetów i skupienia się na drugiej części sezonu. W sierpniu zaliczył bardzo udany start w Tour de Pologne, kończąc zmagania w Krakowie na 5. miejscu. Kolejnym celem stała się hiszpańska Vuelta a España. Niemcowi nie układało się w walce o klasyfikacji generalnej, więc na 15. odcinku zabrał się do ucieczki i po samotnym rajdzie na Lagos de Covadonga zdołał wygrać trudny górski etap, na metę docierając zaledwie pięć sekund przed szarżującymi faworytami wyścigu.
14 października 2018 zakończył zawodową karierę wyścigiem Tour of Turkey.

## Najważniejsze osiągnięcia
2003
- 1. miejsce w Giro del Medio Brenta

2004
- 6. miejsce w GP di Lugano
- 1. miejsce w GP Citta di Rio Saliceto e Correggio
- 5. miejsce w Brixia Tour

2005
- 1. miejsce na 1. etapie Giro del Trentino
- 1. miejsce w Tour de Slovénie
  - 1. miejsce na 3. etapie
- 2. miejsce w Route du Sud

2006
- 7. miejsce w Giro del Trentino
- 1. miejsce w Giro di Toscana
- 3. miejsce w Tour de Slovénie
- 4. miejsce w Route du Sud
  - 1. miejsce na 3. etapie
- 2. miejsce na etapie 3b Brixia Tour

2007
- 11. miejsce w Giro dell’Appennino

2008
- 1. miejsce na 3. etapie Route du Sud

2009
- 3. miejsce w Giro del Trentino
  - 1. miejsce na 2. etapie[2]
- 1. miejsce w Route du Sud
  - 1. miejsce na 2. etapie

2010
- 6. miejsce w Giro di Sardegna
- 2. miejsce w Settimana Internazionale di Coppi e Bartali
  - 1. miejsce na 3. etapie
- 3. miejsce w Settimana Ciclistica Lombarda
- 5. miejsce w Route du Sud
- 1. miejsce w Tour des Pyrénées
  - 1. miejsce na 2. etapie

2011
- 5. miejsce w Giro dell’Emilia
- 6. miejsce w Giro del Piemonte
- 5. miejsce w Giro di Lombardia

2012
- 9. miejsce w Giro dell’Appennino
- 10. miejsce w Trofeo Melinda

2013
- 9. miejsce w Tirreno-Adriático
- 7. miejsce w Volta a Catalunya
- 6. miejsce w Giro del Trentino
- 6. miejsce w Giro d’Italia

2014
- 3. miejsce w Giro del Trentino
- 5. miejsce w Tour de Pologne
- 1. miejsce na 15. etapie Vuelta a España

2015
- 9. miejsce w Strade Bianche

2016
- 1. miejsce na 1. etapie Tour of Turkey

## Starty w Wielkich Tourach
| Grand Tour | 2011 | 2012 | 2013 | 2014 | 2015 | 2016 | 2017 |
| ---------- | ---- | ---- | ---- | ---- | ---- | ---- | ---- |
| Giro       | 40.  | 39.  | 6.   | 49.  | 40.  | DNF  | -    |
| Tour       | -    | -    | 57.  | -    | -    | -    | -    |
| Vuelta     | 54.  | 15.  | -    | 26.  | DNF  | -    | 85.  |

## Odznaczenie
- Postanowieniem prezydenta Bronisława Komorowskiego z 16 października 2014 został odznaczony Brązowym Krzyżem Zasługi za zasługi dla polskiego kolarstwa, za znaczące osiągnięcia sportowe[3][1].
- Honorowy Obywatel Gminy Wilamowice (2016)[4].